# Neil O'Brien (homme politique)
Neil John O'Brien, né le 6 novembre 1978 à Huddersfield, est un homme politique britannique qui est député pour Harborough depuis 2017. 
Membre du Parti conservateur, il est auparavant conseiller spécial de George Osborne de 2012 à 2016 et de Theresa May durant son mandat de Premier ministre.

## Jeunesse et carrière
O'Brien grandit à Huddersfield, dans le Yorkshire de l'Ouest. Il fait ses études à la All Saints High School et au Greenhead College, tous deux à Huddersfield, avant de faire Philosophie, politique et économie à Christ Church, Oxford. Avant d'entrer en politique, il mène un travail de sensibilisation auprès des sans-abri.
Entre 2000 et 2003, O'Brien travaille pour la campagne du « Non » contre l'adhésion de la Grande-Bretagne à l'Euro. Il dirige le groupe « Vote 2004 » qui fait campagne pour un référendum sur le projet de constitution de l'UE. Entre 2005 et 2008, il est directeur d'Open Europe, un groupe de réflexion travaillant pour la réforme du marché libre en Europe. Il est nommé directeur du Policy Exchange de centre-droit en août 2008, succédant à Anthony Browne et Nick Boles dans ce poste.
En 2009, O'Brien est classé au 14e rang dans un sondage Total Politics des 50 principaux influenceurs politiques en Grande-Bretagne, décrit dans le Sunday Times comme l'un des "New Political Elite" et répertorié dans l'Evening Standard comme l'un des "Power 1000 of London's New Influentials".
O'Brien est conseiller spécial de George Osborne de novembre 2012 à juillet 2016, quand il est chancelier de l'Échiquier. Par la suite, O'Brien est nommé conseiller spécial de Theresa May sur l'économie et la stratégie industrielle lors de sa nomination au poste de Premier ministre du Royaume-Uni.

## Carrière parlementaire
O'Brien est élu député de Harborough, détenu par les conservateurs en 2017, avec une majorité de 12 429 voix.
En 2018, il fonde le nouveau think tank Onward, avec Will Tanner et Nick Faith. Il est présidé par Daniel Finkelstein, pair conservateur et chroniqueur du Times.
Entre août 2018 et juillet 2019, O'Brien est secrétaire privé parlementaire des ministres du ministère des Affaires, de l'Énergie et de la Stratégie industrielle. En août 2019, il est nommé PPS du ministre de la Justice Robert Buckland.
Cofondateur du groupe belliciste de recherche sur la Chine, le 26 mars 2021, il est l'un des cinq députés à être sanctionné par la Chine pour avoir diffusé ce qu'elle a appelé « des mensonges et de la désinformation » sur le pays. Il lui est par la suite interdit d'entrer en Chine, à Hong Kong et à Macao, et il est interdit aux citoyens et institutions chinois de faire des affaires avec lui.
Pendant la Pandémie de Covid-19, O'Brien est très critique envers plusieurs commentateurs au Royaume-Uni qui minimisent l'impact du virus,,,. Il est également un fervent partisan des confinements afin de limiter la propagation du coronavirus. 
En mai 2021, O'Brien est nommé conseiller du Premier ministre Boris Johnson pour la mise à niveau du Royaume-Uni.
Il est Sous-secrétaire d'État parlementaire à la Mise à niveau, au Logement et aux Collectivités du 17 septembre 2021 au 6 juillet 2022 puis Sous-secrétaire d'État parlementaire à la Santé publique depuis le 8 septembre 2022.

## Publications
En mars 2010, O'Brien coécrit avec Ross Clark un livre de grande envergure intitulé The Renewal of Government. Il est salué par Michael Gove, alors secrétaire d'État fantôme pour les enfants, les écoles et les familles, et plus tard secrétaire d'État à l'Éducation, qui déclare qu'il « établit avec une clarté admirable et forme un ensemble de politiques radicales… qui, dans le domaine de l'éducation que je pense sont sans égal" .
En juin 2018, O'Brien publie un rapport sur la réforme de la politique de logement et d'urbanisme, « Green, Pleasant and Affordable ». 
En janvier 2019, avec Will Tanner et Guy Miscampbell, il publie un rapport sur la réforme de l'enseignement supérieur, « A Question Of Degree ».
En mai 2019, O'Brien publie « Firing On All Cylinders », un rapport sur la politique économique qui plaidait en faveur d'une nouvelle règle budgétaire et d'une politique budgétaire un peu plus souple, pour permettre davantage d'investissements dans les services publics, en particulier dans les écoles et le système de justice pénale .